# Selezioni giovanili della nazionale maschile di pallavolo del Suriname
Le selezioni giovanili della nazionale maschile di pallavolo del Suriname sono gestite dalla federazione pallavolistica del Suriname (SuVoBo) e partecipano ai tornei pallavolistici internazionali per squadre nazionali maschili limitatamente a specifiche classi d'età.

## Under 23
La selezione nazionale under 23 rappresenta il Suriname nelle competizioni internazionali dove il limite di età è di 23 anni.
| 2012 | non qualificata |
| 2014 | non qualificata |
| 2016 | non qualificata |
| 2018 | non qualificata |
| 2021 | 6º posto        |
| 2023 | non qualificata |
| 2024 | 7º posto        |
| 2025 | 8º posto        |

## Under 21
La selezione nazionale under 21 rappresenta il Suriname nelle competizioni internazionali dove il limite di età è di 21 anni.
| 1998 | non qualificata |
| 2000 | non qualificata |
| 2002 | non qualificata |
| 2004 | non qualificata |
| 2006 | non qualificata |
| 2008 | non qualificata |
| 2010 | non qualificata |
| 2012 | non qualificata |
| 2014 | non qualificata |
| 2016 | non qualificata |
| 2018 | non qualificata |
| 2024 | 6º posto        |

## Under 19
La selezione nazionale under 19 rappresenta il Suriname nelle competizioni internazionali dove il limite di età è di 19 anni.
| 2011 | non qualificata |
| 2017 | non qualificata |
| 2019 | non qualificata |
| 2022 | non qualificata |
| 2023 | 8º posto        |